# Біксбі (Техас)
Біксбі (англ. Bixby) — переписна місцевість (CDP) в США, в окрузі Камерон штату Техас. Населення — 352 особи (2020).

## Географія
Біксбі розташоване за координатами 26°8′39″ пн. ш. 97°51′14″ зх. д. / 26.14417° пн. ш. 97.85389° зх. д. (26.144085, -97.853980).  За даними Бюро перепису населення США в 2010 році переписна місцевість мала площу 4,11 км², з яких 4,07 км² — суходіл та 0,04 км² — водойми.

## Демографія
Згідно з переписом 2010 року, у переписній місцевості мешкали 504 особи в 151 домогосподарстві у складі 116 родин. Густота населення становила 123 особи/км².  Було 167 помешкань (41/км²).
Расовий склад населення:
| - 94,4 % — білих - 1,0 % — корінних американців - 0,2 % — чорних або афроамериканців - 3,6 % — осіб інших рас |

До двох чи більше рас належало 0,8 %. Частка іспаномовних становила 79,4 % від усіх жителів.
За віковим діапазоном населення розподілялося таким чином: 31,3 % — особи молодші 18 років, 59,8 % — особи у віці 18—64 років, 8,9 % — особи у віці 65 років та старші. Медіана віку мешканця становила 34,3 року. На 100 осіб жіночої статі у переписній місцевості припадало 90,9 чоловіків;  на 100 жінок у віці від 18 років та старших — 83,1 чоловіків також старших 18 років.
Середній дохід на одне домашнє господарство  становив 42 841 долар США (медіана — 32 578), а середній дохід на одну сім'ю — 47 728 доларів (медіана — 33 203). За межею бідності перебувало 49,8 % осіб, у тому числі 52,4 % дітей у віці до 18 років та 34,4 % осіб у віці 65 років та старших.
Цивільне працевлаштоване населення становило 273 особи. Основні галузі зайнятості: мистецтво, розваги та відпочинок — 34,1 %, освіта, охорона здоров'я та соціальна допомога — 27,5 %, роздрібна торгівля — 11,7 %, фінанси, страхування та нерухомість — 11,4 %.